# 王子公園車站
王子公園站（日语：／ Ōji-kōen eki */?）是位於兵庫縣神戶市灘區王子町，屬於阪急電鐵神戶本線的車站。車站編號為HK-14。本站位於王子公園的南方。公園內的神戶市立王子動物園有飼育大熊貓，作為宣傳，本站到處都有熊貓的圖樣。

## 歷史
- 1936年（昭和11年）4月1日 - 本站起名為西灘站，隨阪神急行電鐵（當時的社名）神戶線的神戶站（現在的神戶三宮站）延伸而開業[3]。以前神戶線的終點站神戶站（初代）被更名為上筒井站的同時，本站 - 上筒井站間也被調整改名為上筒井線[3]。
- 1940年（昭和15年）5月20日 - 廢止上筒井線[3]。
- 1941年（昭和16年）1月16日 - 神戶市電開始營運，於西灘站旁設置原田車站（1969年3月23日廢止）。
- 1956年（昭和31年）10月24日 - 移轉站房[2]。
- 1968年（昭和43年）4月7日 - 隨著神戶高速鐵道的開通，可和山陽電氣鐵道的列車直通運轉[3]。
- 1984年（昭和59年）6月1日 - 開始營運以來雖然站名一直稱作「西灘站」，但之後為了和南方500公尺阪神本線的同名車站西灘站清楚區別，由於離王子公園最近因而更名。
- 1995年（平成7年）
  - 1月17日 - 受到阪神大地震的關係而停止營運。
  - 2月13日 - 御影站 - 本站間復駛[3]。往返於此區間內的普通列車開始營運。
  - 3月13日 - 本站 - 三宮站間復駛[3]。往返於御影站 - 三宮站之間的普通列車開始營運。
  - 6月1日 -  岡本站 - 御影站間復駛[3]。往返於夙川站 - 神戶高速鐵道新開地站之間的普通列車開始營運
  - 6月12日 - 西宮北口站 - 夙川站間復駛，全線開通[3]。
- 1998年（平成10年）2月15日 - 終止與山陽電氣鐵道的直通運轉[3]。
- 2013年（平成25年）12月21日 - 導入車站編號[4][5]。

## 車站結構
本站為側式月台2面2線的高架車站。雖有轉轍器，但沒有絕對信號機，因此被分類為停留所。一樓的東西側各有一個驗票口，而月台在二樓。上筒井線廢止後，本站的大阪側還有留著側線，阪神大地震後曾利用該軌道營運區間列車，自此之後再也沒有使用過該線。

### 月台配置

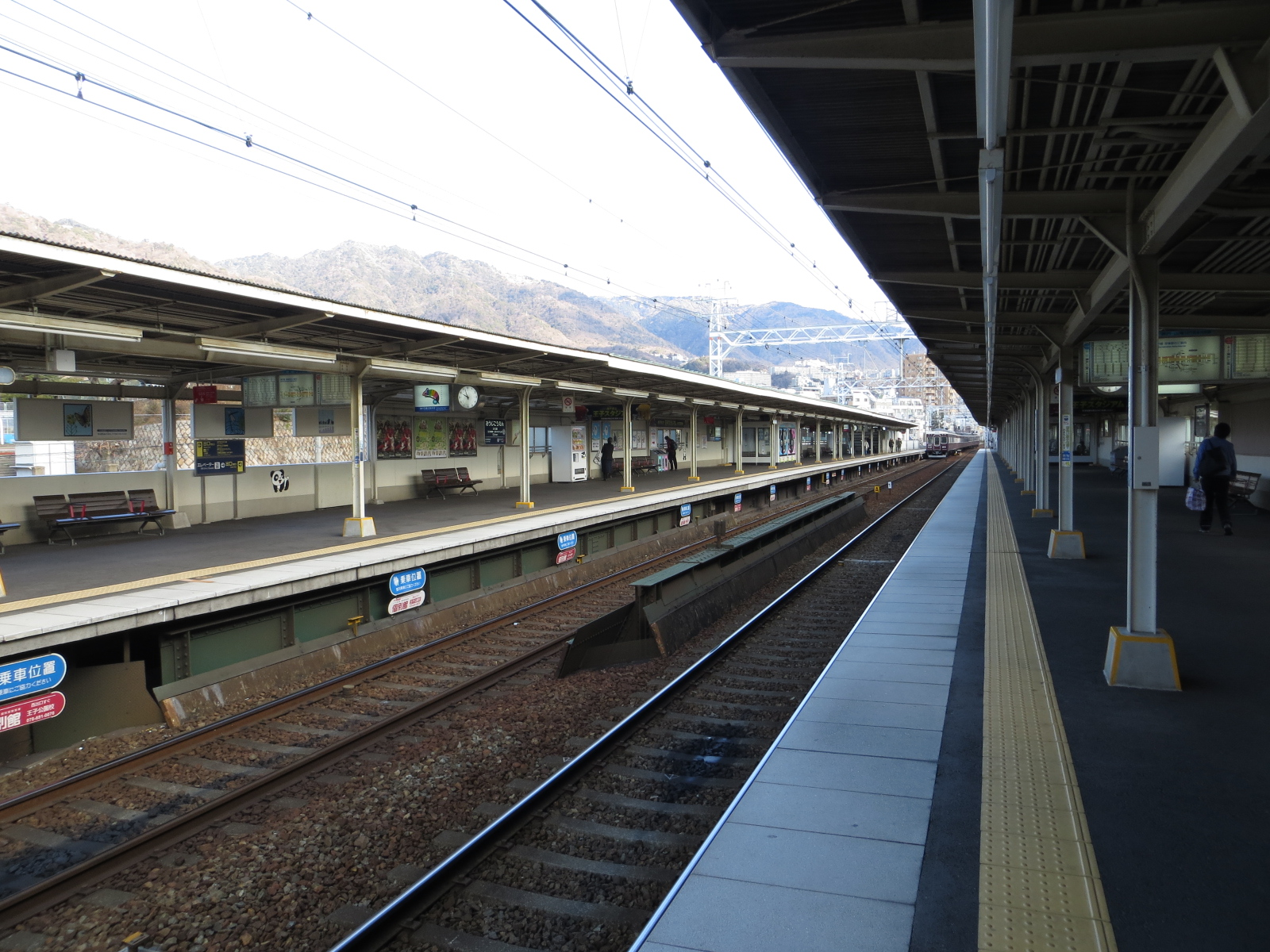
月台(2014年1月)

| 月台 | 路線     | 方向 | 目的地                              |
| ---- | -------- | ---- | ----------------------------------- |
| 1    | 神戶本線 | 下行 | 往 神戶（三宮）、新開地、山陽電鐵線 |
| 2    | 神戶本線 | 上行 | 往 大阪梅田、西宮北口、京都、寶塚   |

※本站沒有設定月台編號。
- 月台(2014年1月)

## 使用狀況
2021年的1日平均上下車人次為14,315人。
近年的1日平均上下車人次如下表。
| 年次               | 平日 上下車人次 | 平日 上車人次 | 全年平均 上下車人次 | 全年平均 上車人次 |
| ------------------ | --------------- | ------------- | ------------------- | ----------------- |
| 2007年（平成19年） | 20,365          | 10,079        | -                   | -                 |
| 2008年（平成20年） | 19,855          | 10,100        | -                   | -                 |
| 2009年（平成21年） | 20,592          | 10,034        | -                   | -                 |
| 2010年（平成22年） | 19,977          | 10,166        | -                   | -                 |
| 2011年（平成23年） | 20,197          | 10,264        | -                   | -                 |
| 2012年（平成24年） | 21,666          | 10,352        | -                   | -                 |
| 2013年（平成25年） | 20,493          | 10,430        | -                   | -                 |
| 2014年（平成26年） | 20,827          | 10,614        | -                   | -                 |
| 2015年（平成27年） | 20,856          | 10,598        | -                   | -                 |
| 2016年（平成28年） | -               | -             | 18,597              | 9,377             |
| 2017年（平成29年） | -               | -             | 18,283              | -                 |
| 2018年（平成30年） | -               | -             | 18,101              | -                 |
| 2019年（令和元年） | -               | -             | 17,996              | -                 |
| 2020年（令和2年）  |                 |               | 13,561              |                   |
| 2021年（令和3年）  |                 |               | 14,315              |                   |

## 車站周邊

### 西口
- 王子公園・神戶市運動中心
  - 神戶文學館
  - 神戶市立王子動物園[2]
  - 舊亨特住宅
  - 神戶市王子體育館[2]
- 兵庫縣立美術館 原田之森美術展覽室
- 橫尾忠則現代美術館
- 西日本旅客鐵道（JR西日本）灘站（南方約600公尺）
- 阪神電氣鐵道岩屋站（南方約900公尺）
- 灘站前郵局
- 神戶市立葺合高等學校
- 神戶市立科學技術高等學校
- 神戶市立神戶工科高等學校
- 神戶海星女子學院大學
- 神戶海星女子學院中學校・高等學校
- 松蔭中學校・高等學校
- 王子公園站高架下商店街

### 東口
- 阪急計程車王子招呼站
- 阪神電氣鐵道西灘站（東南方約1100公尺）
- 水道筋商店街[2]
- 神戶福住郵局
- 神戶水道筋郵局
- 兵庫縣立神戶高等學校
- 西日本旅客鐵道（JR西日本）摩耶站

### 公車路線
| 公車站牌                           | 系統               | 目的地                   | 主要行經地          | 營運公司   |
| ---------------------------------- | ------------------ | ------------------------ | ------------------- | ---------- |
| 阪急王子公園 車站西口南側 山手幹線 | 92                 | 三宮神社、三宮中央街東口 |                     | 神戶市巴士 |
| 阪急王子公園 車站西口南側 山手幹線 | 92                 | 石屋川車庫               |                     | 神戶市巴士 |
| 阪急王子公園 車站西口南側 山手幹線 | 100                | HAT神戶                  |                     | 神戶市巴士 |
| 阪急王子公園 車站西口南側 山手幹線 | 100                | JR六甲道站               | 櫻口                | 神戶市巴士 |
| 阪急王子公園 車站西口南側 山手幹線 | 102                | JR六甲道站               | 櫻口                | 神戶市巴士 |
| 阪急王子公園 車站西口南側 山手幹線 | 102                | 摩耶登山纜車山下站       |                     | 神戶市巴士 |
| 阪急王子公園北 車站東口北側        | 102                | JR六甲道站               | 櫻口                | 神戶市巴士 |
| 阪急王子公園北 車站東口北側        | 102                | 摩耶登山纜車山下站       |                     | 神戶市巴士 |
| 阪急王子公園南 車站西口南側        | 摩耶Viewline坂巴士 | JR灘站                   | 岩屋北町2・阪神岩屋 | 港觀光巴士 |
| 阪急王子公園南 車站西口南側        | 摩耶Viewline坂巴士 | 摩耶登山纜車山下站       | 水道筋              | 港觀光巴士 |

## 其他
2000年王子動物園開放參觀大熊貓後，在假期時段會有部分特急停靠此站。

## 相鄰車站
阪急電鐵
 神戶本線
■特急、■通勤特急、■快速急行
通過
■急行、■通勤急行、■普通
六甲（HK-13）－王子公園（HK-14）－春日野道（HK-15）

### 曾經存在的路線
阪神急行電鐵
上筒井線
西灘－上筒井

## 外部連結
- 王子公園 - 阪急電鐵